# Femme aux bras croisés
Femme aux bras croisés, une huile sur toile de Pablo Picasso, réalisée entre 1901 et 1902 durant sa période bleue, représente une femme dont l'identité demeure incertaine. Il est toutefois largement admis qu'elle était une pensionnaire de l'hôpital-prison Saint-Lazare à Paris. Cette œuvre figure parmi les plus onéreuses du peintre, ayant atteint le prix de 55 millions de dollars lors d'une vente aux enchères chez Christie's le 8 novembre 2000.

## Contexte
Cette peinture est considérée comme une œuvre majeure de la période Bleue de Pablo Picasso. Cette période, qui s'étend de 1901 à 1904, année marquant le début de sa période rose, constitue un tournant significatif dans l'approche de l'artiste. Tant au niveau du style que des sujets traités, elle marque une rupture avec ses œuvres antérieures. Délaissant les scènes populaires de loisirs urbains, Picasso s'engage dans une exploration des monochromes, privilégiant les thèmes mélancoliques de la pauvreté, de la solitude et de la mort. Ses toiles sont désormais dominées par des nuances de bleu et présentent des portraits de personnes démunies, de malades et de prostituées. Son ami Pierre Daix a décrit cette période comme annonçant la « descente aux enfers » de Picasso, « dans les profondeurs de la solitude et du désespoir ». Ce nouveau style pictural a été profondément influencé par le suicide de son ami proche Carles Casagemas, survenu en 1901,.

## Description
Femme aux bras croisés est le portrait d'une femme assise dans une cellule de prison. L'image dégage une atmosphère de misère et de tourment, accentuée par la posture du corps de la femme et la sobriété austère de son environnement. Ses bras croisés et son regard vide illustrent son isolement, tandis que sa déconnexion physique et émotionnelle reflète son exclusion sociale.